# Lokalhyresrätt
Lokalhyresrätt avser lokaler (till exempel kontor, butikslokaler, lager) och får inte användas som bostad. Dessa hyresrätter är inte särskilt starkt reglerade i lag och får till exempel överlåtas mellan hyresgäster mot betalning. De flesta villkor kring lokalhyresrätter görs upp i avtal mellan hyresgäst och hyresvärd.